# Ovcearovo, Tărgoviște
Ovcearovo (în bulgară Овчарово) este un sat în comuna Tărgoviște, regiunea Tărgoviște,  Bulgaria. 

## Demografie
Componența etnică a satului Ovcearovo
     Turci (98,95%)
     Nicio identificare (0,17%)
     Altele (0,87%)
La recensământul din 2011, populația satului Ovcearovo era de 573 locuitori. Din punct de vedere etnic, majoritatea locuitorilor (98,95%) erau turci. Pentru 0,17% din locuitori nu este cunoscută apartenența etnică.